# Хесс, Теобальд
Теобальд Хесс (нем. Theobald Hess [Heß]; 6 марта 1892 — 1945) — немецкий шахматист, шахматный композитор и бильярдист.

## Спортивные результаты
| Год  | Город        | Турнир                                                                                                 | + | − | = | Результат | Место |
| ---- | ------------ | --- | - | - | - | --------- | ----- |
| 1920 |              | Чемпионат Вюртемберга                                                                                  |   |   |   |           | 1—2   |
| 1921 |              | Чемпионат Южной Германии                                                                               |   |   |   |           | 1     |
| 1922 | Гёппинген    | Матч между городами (Штутгарт против коалиции городов Гёппинген, Ульм и Равенсбург; 1-я доска за Ульм) |   |   |   |           |       |
|      | Бад-Энхаузен | 22-й конгресс Германского шахматного союза                                                             | 3 | 5 | 3 | 4½ из 11  | 8—10  |
| 1924 | Мемминген    | Матч против шахматной федерации Алльгоя (1-я доска за Ульм)                                            | 0 | 0 | 2 | 1 из 2    | [ 3 ] |
| 1928 |              | Чемпионат Вюртемберга                                                                                  |   |   |   |           | 1     |
| 1938 |              | Чемпионат Вюртемберга                                                                                  |   |   |   |           | 1     |
| 1939 | Штутгарт     | Международный шахматный турнир                                                                         | 1 | 4 | 6 | 4 из 11   | 10—11 |

## Избранные задачи
|   | a | b | c | d | e | f | g | h |   |
| - | --- | --- | --- | --- | --- | --- | --- | --- | - |
| 8 | c7 белая ладья · c5 белая пешка · d5 чёрный король · g5 белый конь · g4 белая пешка · c3 белая ладья · h2 белый король | c7 белая ладья · c5 белая пешка · d5 чёрный король · g5 белый конь · g4 белая пешка · c3 белая ладья · h2 белый король | c7 белая ладья · c5 белая пешка · d5 чёрный король · g5 белый конь · g4 белая пешка · c3 белая ладья · h2 белый король | c7 белая ладья · c5 белая пешка · d5 чёрный король · g5 белый конь · g4 белая пешка · c3 белая ладья · h2 белый король | c7 белая ладья · c5 белая пешка · d5 чёрный король · g5 белый конь · g4 белая пешка · c3 белая ладья · h2 белый король | c7 белая ладья · c5 белая пешка · d5 чёрный король · g5 белый конь · g4 белая пешка · c3 белая ладья · h2 белый король | c7 белая ладья · c5 белая пешка · d5 чёрный король · g5 белый конь · g4 белая пешка · c3 белая ладья · h2 белый король | c7 белая ладья · c5 белая пешка · d5 чёрный король · g5 белый конь · g4 белая пешка · c3 белая ладья · h2 белый король | 8 |
| 7 | c7 белая ладья · c5 белая пешка · d5 чёрный король · g5 белый конь · g4 белая пешка · c3 белая ладья · h2 белый король | c7 белая ладья · c5 белая пешка · d5 чёрный король · g5 белый конь · g4 белая пешка · c3 белая ладья · h2 белый король | c7 белая ладья · c5 белая пешка · d5 чёрный король · g5 белый конь · g4 белая пешка · c3 белая ладья · h2 белый король | c7 белая ладья · c5 белая пешка · d5 чёрный король · g5 белый конь · g4 белая пешка · c3 белая ладья · h2 белый король | c7 белая ладья · c5 белая пешка · d5 чёрный король · g5 белый конь · g4 белая пешка · c3 белая ладья · h2 белый король | c7 белая ладья · c5 белая пешка · d5 чёрный король · g5 белый конь · g4 белая пешка · c3 белая ладья · h2 белый король | c7 белая ладья · c5 белая пешка · d5 чёрный король · g5 белый конь · g4 белая пешка · c3 белая ладья · h2 белый король | c7 белая ладья · c5 белая пешка · d5 чёрный король · g5 белый конь · g4 белая пешка · c3 белая ладья · h2 белый король | 7 |
| 6 | c7 белая ладья · c5 белая пешка · d5 чёрный король · g5 белый конь · g4 белая пешка · c3 белая ладья · h2 белый король | c7 белая ладья · c5 белая пешка · d5 чёрный король · g5 белый конь · g4 белая пешка · c3 белая ладья · h2 белый король | c7 белая ладья · c5 белая пешка · d5 чёрный король · g5 белый конь · g4 белая пешка · c3 белая ладья · h2 белый король | c7 белая ладья · c5 белая пешка · d5 чёрный король · g5 белый конь · g4 белая пешка · c3 белая ладья · h2 белый король | c7 белая ладья · c5 белая пешка · d5 чёрный король · g5 белый конь · g4 белая пешка · c3 белая ладья · h2 белый король | c7 белая ладья · c5 белая пешка · d5 чёрный король · g5 белый конь · g4 белая пешка · c3 белая ладья · h2 белый король | c7 белая ладья · c5 белая пешка · d5 чёрный король · g5 белый конь · g4 белая пешка · c3 белая ладья · h2 белый король | c7 белая ладья · c5 белая пешка · d5 чёрный король · g5 белый конь · g4 белая пешка · c3 белая ладья · h2 белый король | 6 |
| 5 | c7 белая ладья · c5 белая пешка · d5 чёрный король · g5 белый конь · g4 белая пешка · c3 белая ладья · h2 белый король | c7 белая ладья · c5 белая пешка · d5 чёрный король · g5 белый конь · g4 белая пешка · c3 белая ладья · h2 белый король | c7 белая ладья · c5 белая пешка · d5 чёрный король · g5 белый конь · g4 белая пешка · c3 белая ладья · h2 белый король | c7 белая ладья · c5 белая пешка · d5 чёрный король · g5 белый конь · g4 белая пешка · c3 белая ладья · h2 белый король | c7 белая ладья · c5 белая пешка · d5 чёрный король · g5 белый конь · g4 белая пешка · c3 белая ладья · h2 белый король | c7 белая ладья · c5 белая пешка · d5 чёрный король · g5 белый конь · g4 белая пешка · c3 белая ладья · h2 белый король | c7 белая ладья · c5 белая пешка · d5 чёрный король · g5 белый конь · g4 белая пешка · c3 белая ладья · h2 белый король | c7 белая ладья · c5 белая пешка · d5 чёрный король · g5 белый конь · g4 белая пешка · c3 белая ладья · h2 белый король | 5 |
| 4 | c7 белая ладья · c5 белая пешка · d5 чёрный король · g5 белый конь · g4 белая пешка · c3 белая ладья · h2 белый король | c7 белая ладья · c5 белая пешка · d5 чёрный король · g5 белый конь · g4 белая пешка · c3 белая ладья · h2 белый король | c7 белая ладья · c5 белая пешка · d5 чёрный король · g5 белый конь · g4 белая пешка · c3 белая ладья · h2 белый король | c7 белая ладья · c5 белая пешка · d5 чёрный король · g5 белый конь · g4 белая пешка · c3 белая ладья · h2 белый король | c7 белая ладья · c5 белая пешка · d5 чёрный король · g5 белый конь · g4 белая пешка · c3 белая ладья · h2 белый король | c7 белая ладья · c5 белая пешка · d5 чёрный король · g5 белый конь · g4 белая пешка · c3 белая ладья · h2 белый король | c7 белая ладья · c5 белая пешка · d5 чёрный король · g5 белый конь · g4 белая пешка · c3 белая ладья · h2 белый король | c7 белая ладья · c5 белая пешка · d5 чёрный король · g5 белый конь · g4 белая пешка · c3 белая ладья · h2 белый король | 4 |
| 3 | c7 белая ладья · c5 белая пешка · d5 чёрный король · g5 белый конь · g4 белая пешка · c3 белая ладья · h2 белый король | c7 белая ладья · c5 белая пешка · d5 чёрный король · g5 белый конь · g4 белая пешка · c3 белая ладья · h2 белый король | c7 белая ладья · c5 белая пешка · d5 чёрный король · g5 белый конь · g4 белая пешка · c3 белая ладья · h2 белый король | c7 белая ладья · c5 белая пешка · d5 чёрный король · g5 белый конь · g4 белая пешка · c3 белая ладья · h2 белый король | c7 белая ладья · c5 белая пешка · d5 чёрный король · g5 белый конь · g4 белая пешка · c3 белая ладья · h2 белый король | c7 белая ладья · c5 белая пешка · d5 чёрный король · g5 белый конь · g4 белая пешка · c3 белая ладья · h2 белый король | c7 белая ладья · c5 белая пешка · d5 чёрный король · g5 белый конь · g4 белая пешка · c3 белая ладья · h2 белый король | c7 белая ладья · c5 белая пешка · d5 чёрный король · g5 белый конь · g4 белая пешка · c3 белая ладья · h2 белый король | 3 |
| 2 | c7 белая ладья · c5 белая пешка · d5 чёрный король · g5 белый конь · g4 белая пешка · c3 белая ладья · h2 белый король | c7 белая ладья · c5 белая пешка · d5 чёрный король · g5 белый конь · g4 белая пешка · c3 белая ладья · h2 белый король | c7 белая ладья · c5 белая пешка · d5 чёрный король · g5 белый конь · g4 белая пешка · c3 белая ладья · h2 белый король | c7 белая ладья · c5 белая пешка · d5 чёрный король · g5 белый конь · g4 белая пешка · c3 белая ладья · h2 белый король | c7 белая ладья · c5 белая пешка · d5 чёрный король · g5 белый конь · g4 белая пешка · c3 белая ладья · h2 белый король | c7 белая ладья · c5 белая пешка · d5 чёрный король · g5 белый конь · g4 белая пешка · c3 белая ладья · h2 белый король | c7 белая ладья · c5 белая пешка · d5 чёрный король · g5 белый конь · g4 белая пешка · c3 белая ладья · h2 белый король | c7 белая ладья · c5 белая пешка · d5 чёрный король · g5 белый конь · g4 белая пешка · c3 белая ладья · h2 белый король | 2 |
| 1 | c7 белая ладья · c5 белая пешка · d5 чёрный король · g5 белый конь · g4 белая пешка · c3 белая ладья · h2 белый король | c7 белая ладья · c5 белая пешка · d5 чёрный король · g5 белый конь · g4 белая пешка · c3 белая ладья · h2 белый король | c7 белая ладья · c5 белая пешка · d5 чёрный король · g5 белый конь · g4 белая пешка · c3 белая ладья · h2 белый король | c7 белая ладья · c5 белая пешка · d5 чёрный король · g5 белый конь · g4 белая пешка · c3 белая ладья · h2 белый король | c7 белая ладья · c5 белая пешка · d5 чёрный король · g5 белый конь · g4 белая пешка · c3 белая ладья · h2 белый король | c7 белая ладья · c5 белая пешка · d5 чёрный король · g5 белый конь · g4 белая пешка · c3 белая ладья · h2 белый король | c7 белая ладья · c5 белая пешка · d5 чёрный король · g5 белый конь · g4 белая пешка · c3 белая ладья · h2 белый король | c7 белая ладья · c5 белая пешка · d5 чёрный король · g5 белый конь · g4 белая пешка · c3 белая ладья · h2 белый король | 1 |
|   | a | b | c | d | e | f | g | h |   |

1. Кf3 Крe4 (1. ... Крe6 2. Лd3 Крf6 3. Лd6#) 2. Лd7 Крf4 3. Лd4#